# Margareta Bourgeoys
Margareta Bourgeoys (Troyes, 17. travnja 1620. – Fort Ville-Marie, 12. siječnja 1700.) bila francuska redovnica, misionarka i utemeljiteljica Kongregacije Naše Gospe.
Katolička Crkva štuje ju kao sveticu.

## Životopis
Rođena je u Troyesu u Francuskoj, na Veliki petak, 17. travnja 1620. godine. Krštena je istog dana, u crkvi Saint-Jean, u blizini obiteljske kuće. Bila je šesto od dvanaestero djece Abrahama Bourgeoysa i Guillemette Garnier.
Imala je devetnaest godina kada je ostala bez majke. Za vrijeme procesije u čast Gospe od Ružarija, 7. listopada 1640., odlučila se posvetiti duhovnom pozivu. U Troyesu se pridružila svjetovnoj bratovštini koja se posvetila odgoju i podučavanju siromašnih djevojaka. Godine 1653. odlazi u francusku koloniju u Kanadi raditi kao učiteljica i vjeroučiteljica.
U Montréal je stigla 16. studenog. Ubrzo je započela s gradnjom prve stalne crkve u Montréalu u čast Gospe od brze pomoći. Godine 1658. je otvorila prvu školu u jednoj staji i osnovala Kongregaciju Naše Gospe. Tri puta se vraćala u Francusku tražiti pomoć.
Umrla je u Montréalu 12. siječnja 1700. godine.

## Štovanje
Blaženom ju je proglasio papa Pio XII. 12. studenog 1950., a svetom 31. listopada 1982. papa Ivan Pavao II.
Spomendan joj se slavi 12. siječnja.

### Mrežna sjedišta
- Marguerite Bourgeoys (talijanski). Službene stranice Dikasterija za kauze svetaca. Pristupljeno 17. veljače 2025.

## Vanjske poveznice
Ostali projekti
|  | Zajednički poslužitelj ima još gradiva o temi Margareta Bourgeoys |